# تاش‌کویو (سامسات)
تاش‌کویو {{ترکی|Taşkuyu) (به کردی: Birîk) یک منطقهٔ مسکونی در ترکیه است که در سامسات واقع شده‌است.